# C.G. Hjelm
C.G. Hjelm, Carl Gustaf Evert Hjelm, född 2 april 1903 i Norrköping, död 11 mars 1965 i Fagersta, var en svensk pastor, författare och översättare. 
Hjelm var verksam som predikant inom Metodistkyrkan, Örebromissionen (ÖM, senare EFK) samt Pingströrelsen (Södermalmskyrkan). Under några år på 1940-talet var han pastor i den svenska baptistförsamlingen i Helsingfors.
Han var från 1926 gift med Rut Hjelm (1899–1986). Makarna är begravda på Skogskyrkogården i Stockholm.